# Specklinia pisinna
Specklinia pisinna är en orkidéart som först beskrevs av Carlyle August Luer, och fick sitt nu gällande namn av Rodolfo Solano Gómez och Soto Arenas. Specklinia pisinna ingår i släktet Specklinia och familjen orkidéer. Inga underarter finns listade i Catalogue of Life.